# Mount Hotine
Mount Hotine är ett berg i Östantarktis, i ett område som Australien gör anspråk på. Toppen ligger 2 216 meter över havet, eller 229 meter över den omgivande terrängen. Bredden vid basen är 1,7 km.
Terrängen runt Mount Hotine är bergig åt sydost, men åt nordväst är den kuperad.